# Freetown
Freetown è la maggiore città e la capitale della Sierra Leone, situata sull'omonima penisola sulla costa atlantica. Nel 2015 la popolazione ammontava a più di un milione di abitanti (1 055 964).
Dal punto di vista amministrativo Freetown è il capoluogo dell'Area Occidentale e del Distretto urbano dell'Area Occidentale.

## Geografia fisica

### Territorio

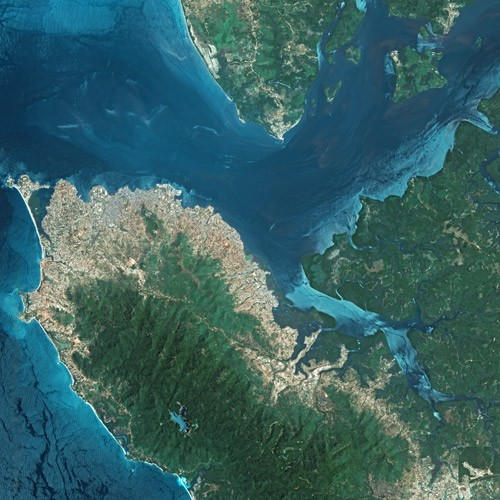
Freetown dal satellite

Freetown si trova nell'angolo nord-ovest della penisola di Freetown, una penisola che si estende nell'Oceano Atlantico. Il paesaggio è caratterizzato da colline ricoperte da foreste tropicali e numerose spiagge oceaniche.
Gran parte della foresta primaria è stata distrutta dal disboscamento e dagli incendi boschivi. Nel 2010, la superficie totale della penisola è stata dichiarata una riserva forestale, al fine di garantire la protezione delle foreste rimanenti. Nonostante il suo status protetto, la riserva ha continuato a subire un processo di deforestazione, soprattutto a causa dell'espansione urbana e delle attività connesse. La parte meridionale della penisola e le foci dei fiumi son ricoperte da mangrovie.

### Clima
Come il resto della Sierra Leone, Freetown ha un clima tropicale con una stagione delle piogge da maggio a ottobre. L'inizio e la fine della stagione delle piogge è segnato da forti temporali. Per la classificazione dei climi di Köppen, Freetown ha un clima monsonico tropicale, dovuto principalmente alla forte quantità di precipitazioni che si registrano durante la stagione delle piogge.
L'elevata umidità di Freetown, tra novembre e febbraio, è alleviata dall'Harmattan, un vento che soffia dal deserto del Sahara verso il golfo di Guinea. Le temperature registrate a Freetown variano dai 17 gradi medi di gennaio, a 31 gradi medi di maggio, e la temperatura media annuale è di circa 27 gradi Celsius.
| Freetown            | Mesi | Mesi | Mesi | Mesi | Mesi | Mesi | Mesi | Mesi | Mesi | Mesi | Mesi | Mesi | Stagioni | Stagioni | Stagioni | Stagioni | Anno  |
| Freetown            | Gen  | Feb  | Mar  | Apr  | Mag  | Giu  | Lug  | Ago  | Set  | Ott  | Nov  | Dic  | Inv      | Pri      | Est      | Aut      | Anno  |
| ------------------- | ---- | ---- | ---- | ---- | ---- | ---- | ---- | ---- | ---- | ---- | ---- | ---- | -------- | -------- | -------- | -------- | ----- |
| T. max. media (°C)  | 29,2 | 29,7 | 30,1 | 30,6 | 30,3 | 29,4 | 27,8 | 27,3 | 28,1 | 29,0 | 29,4 | 29,4 | 29,4     | 30,3     | 28,2     | 28,8     | 29,2  |
| T. min. media (°C)  | 23,1 | 23,3 | 23,9 | 24,4 | 23,9 | 23,0 | 22,7 | 22,6 | 22,8 | 22,8 | 23,4 | 23,6 | 23,3     | 24,1     | 22,8     | 23,0     | 23,3  |
| Precipitazioni (mm) | 8    | 7    | 17   | 60   | 189  | 404  | 928  | 944  | 632  | 302  | 131  | 35   | 50       | 266      | 2 276    | 1 065    | 3 657 |

## Storia
I primi insediamenti nella zona furono realizzati nel 1787 da circa 400 schiavi liberati, inviati da Londra sulla costa dell'Africa Occidentale con il supporto di un'organizzazione caritatevole britannica, sostenuta tra gli altri da Granville Sharp. Questi fondarono Province of Freedom, la provincia delle Libertà, e la città di Granville Town nelle terre acquistate dal sovrano di Koya, un regno locale stabilitosi tra il 1505 e il 1896. Ma subito sorsero delle controversie tra i coloni e la popolazione locale, fino a che nel 1789 la colonia fu data alle fiamme da locali guidati da Re Jimmy. Nel 1791 la Società contro lo schiavismo inviò nel paese una missione, condotta da Alexander Falconbridge, con il compito di soccorrere i coloni e di ricostruire Granville Town.

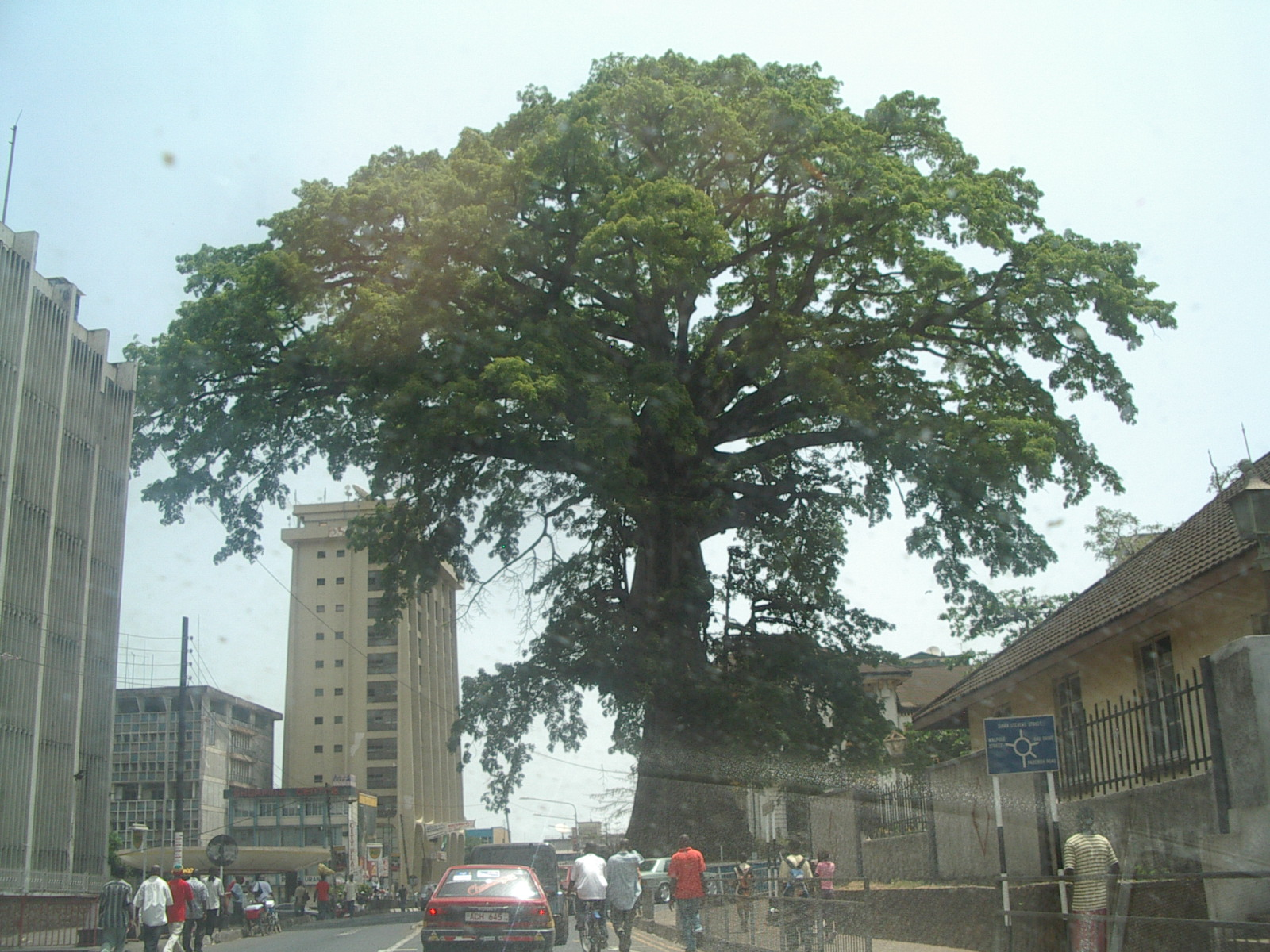
L'albero sotto il quale si svolse la cerimonia di fondazione della città

Nel 1792 dopo essere entrato in contatto con i rappresentanti della Società contro lo schiavismo durante una sua missione a Londra, l'attivista Thomas Peters organizzò una nuova spedizione di coloni, con volontari provenienti dalla provincia della Nuova Scozia, nell'attuale Canada. Nonostante il massacro subito dai coloni della precedente missione, oltre 1.100 neri Americani, liberati dalla schiavitù, decisero di partire per l'Africa Occidentale per fondare una nuova colonia. I coloni arrivarono sulle coste della Sierra Leone tra la fine di febbraio e l'inizio di marzo del 1792; l'11 marzo del 1792, con una cerimonia religiosa cristiana, tenutasi sotto un Albero del Cotone, fu formalmente fondata la città di Freetown. Le prime costruzioni furono poco più che capanne, costruite su un impianto stradale tipicamente americano, con grandi strade perpendicolari, che si incontravano formando un reticolato regolare. Per la fine dell'anno, anche i superstiti della prima missione, furono amministrativamente incorporati nella nuova città.
La città sopravvisse al saccheggio dei francesi del 1794. Nel 1798 in città si contavano tra le 300 e 400 residenze, costruite secondo lo stile americano della Nuova Scozia; fondazioni in muratura, sovrastrutture in legno; stile che diventò caratteristico anche per le successive costruzioni.

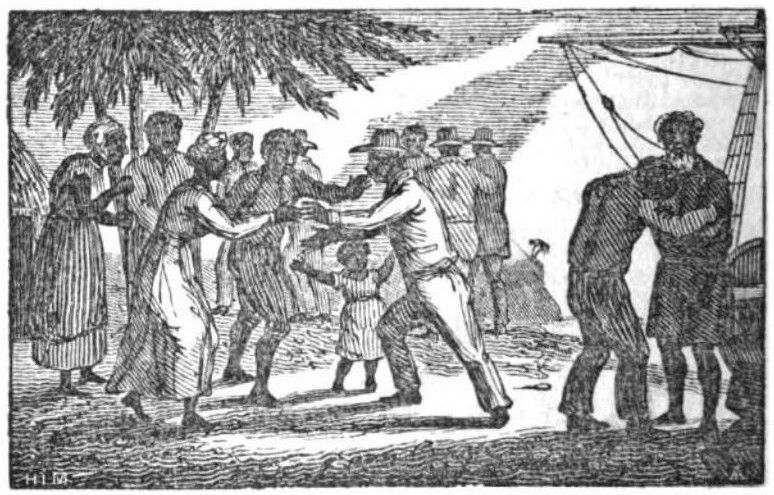
Schiavi liberati sbarcano a Freetown

Gli abitanti originari della Nuova Scozia si ribellarono nel 1800, ma i governanti britannici, grazie all'aiuto di 500 cimarroni giamaicani, ripresero il controllo della città, che difesero con successo l'anno seguente dall'attacco dei nativi della colonia canadese, espulsi da Freetown a seguito della ribellione del 1800. Nel 1808 Freetown divenne Colonia della corona britannica, avviando l'espansionismo che portò alla creazione della Sierra Leone.
Dal 1808 al 1874 la città fu capitale dell'Africa Occidentale Britannica, e base di una squadra navale della Royal Navy incaricato di far rispettare il divieto di tratta degli schiavi. Molti degli schiavi liberati da queste unità militari, finirono per stabilirsi a Freetown, per la maggior parte nella zona della penisola di Freetown.

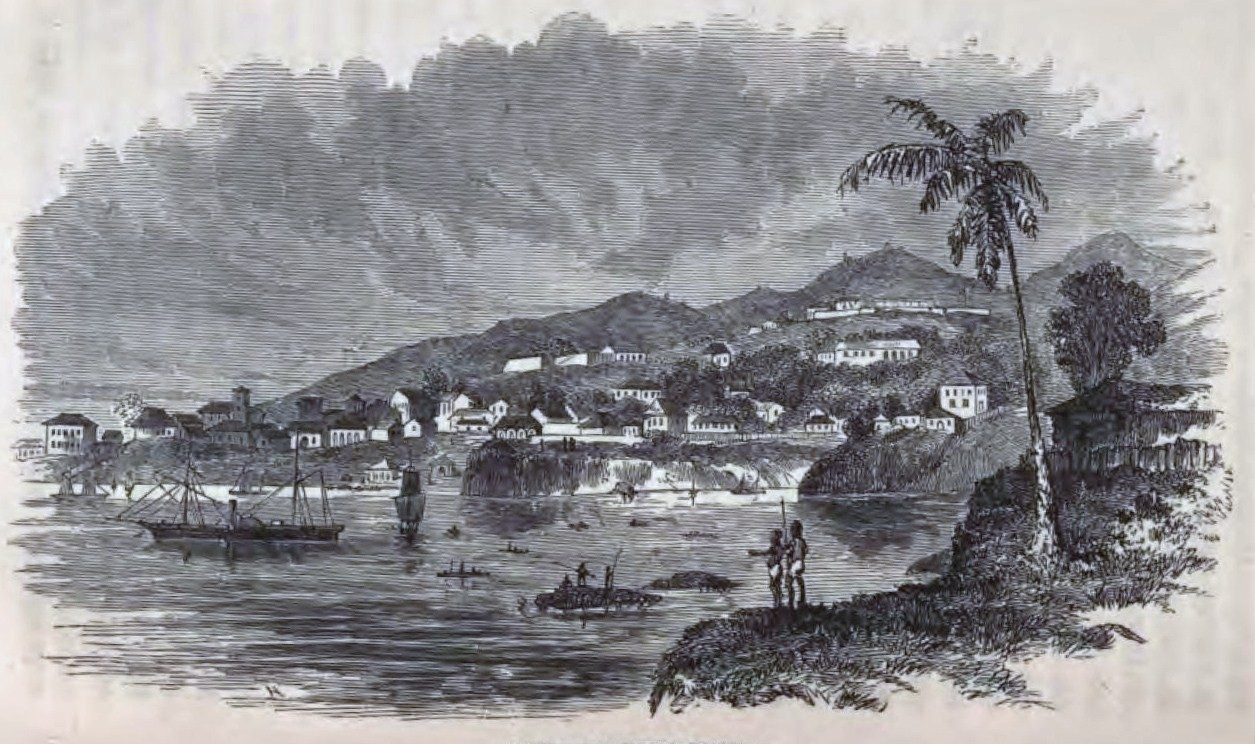
Freetown nel 1865

La città si espanse rapidamente, grazie all'arrivo di soldati indiani ed africani, che avevano combattuto per il Regno Unito nelle Guerre napoleoniche, che si stabilirono nella stessa zona in cui abitavano molti tra gli schiavi liberati. Così si formò il primo nucleo di creoli, che sebbene fossero una minoranza della popolazione, ebbero un ruolo importante nella storia di Freetown.
Durante la Seconda guerra mondiale i britannici mantennero una base navale a Freetown, dalla quale operavano per il controllo del traffico marittimo in tutto il sud dell'Oceano Atlantico, come posero una base operativa della RAF nell'aeroporto di Lungi.
La città fu teatro di aspri combattimenti alla fine degli anni 1990. Nel 1998 venne catturata dalle truppe dell'ECOWAS che cercavano di reinsediare il Presidente Ahmad Tejan Kabbah, e in seguito venne attaccata senza successo dai ribelli del Fronte Rivoluzionario Unito.
L'alluvione del 2017 ha provocato oltre mille morti.

## Monumenti e luoghi d'interesse

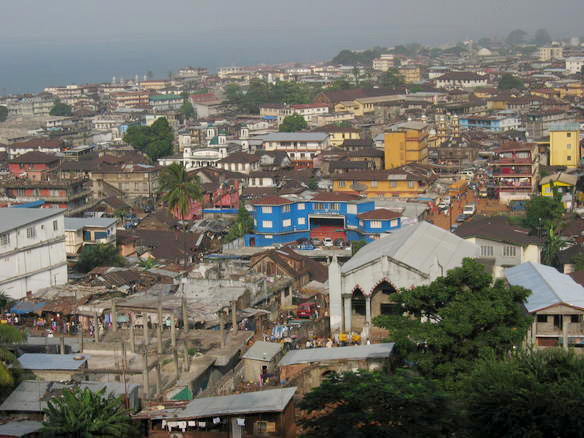
Veduta

Tra i principali edifici della città troviamo:
- Palazzo di giustizia
- Porta degli schiavi
- Gradini portoghesi
- Fortezza inglese: si trova poco distante dalla città sull'Isola di Bunce. Risale al XVIII secolo ed è stata dichiarata patrimonio storico della Sierra Leone.

Sempre a Freetown si trovano diverse spiagge e mercati.

### Architetture religiose
- Chiesa di San Giovanni: costruita attorno al 1820
- Cattedrale di San Giorgio: completata nel 1828
- Moschea di Foulah Town: edificata negli anni '30
- Cattedrale del Sacro Cuore

## Cultura

### Istruzione

#### Università
- Università della Sierra Leone.

### Musei
- Museo della Sierra Leone: dove è esposta la Pietra di Ruiter.

## Geografia antropica

### Sobborghi
I sobborghi di Freetown si dispiegano lungo la costa, formando zone operaie a est:
- Wellington
- Kissy
- Cline Town
- Fourah Bay
- Kossa Town
- Foulah Town

e zone borghesi a ovest: 
- Congo Town
- Murray Town
- Wilberforce
- Aberdeen.

## Economia
L'economia di Freetown ruota attorno al suo porto, che gestisce le principali esportazioni della Sierra Leone. L'industria locale comprende confezionamento del pesce, macinatura del riso, raffinazione del petrolio, taglio dei diamanti e manifattura di sigarette.

## Amministrazione

### Gemellaggi
Freetown è gemellata con:
- Kansas City
- Kingston upon Hull
- New Haven
- Hefei, dal 1984